# 罗马涅苏蒙福孔
罗马涅苏蒙福孔（法語：Romagne-sous-Montfaucon，意为“蒙福孔下方的罗马涅”，法語發音：[ʁɔmaɲ su mɔ̃fokɔ̃]）是法国默兹省的一个市镇，属于凡尔登区。

## 地理
罗马涅苏蒙福孔（49°19'53"N, 5°4'56"E）面积15.7 平方千米，位于法国大東部大區默兹省，该省份为法国西北部内陆省份，北与比利时接壤，西接马恩省和阿登省，南至上马恩省和孚日省，东临默尔特-摩泽尔省。
与罗马涅苏蒙福孔接壤的市镇（或旧市镇、城区）包括：埃克塞尔蒙、朗德尔和圣乔治、索姆朗斯、邦特维尔、谢尔日苏蒙福孔、屈内勒、阿戈讷地区热讷。

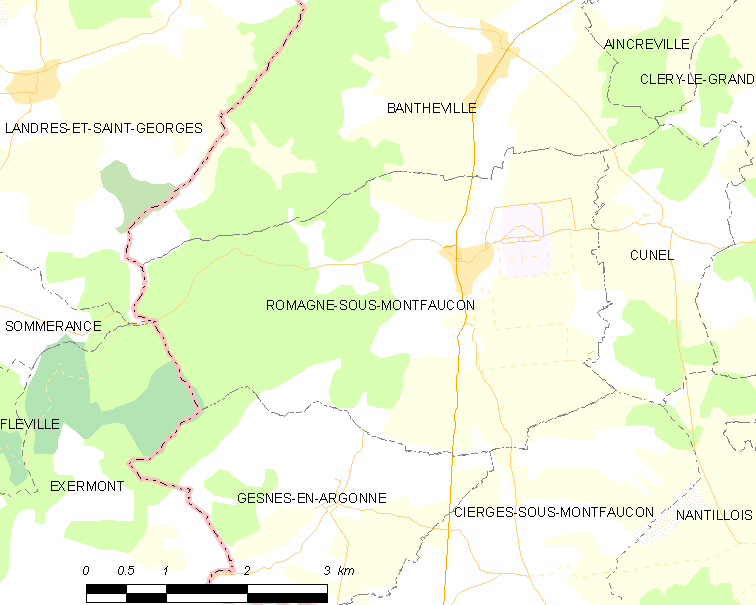
罗马涅苏蒙福孔的OSM定位图

罗马涅苏蒙福孔的时区为UTC+01:00、UTC+02:00（夏令时）。

## 行政
罗马涅苏蒙福孔的邮政编码为55110，INSEE市镇编码为55438。

## 政治
罗马涅苏蒙福孔所属的省级选区为阿戈讷地区克莱蒙县。

## 人口

1962-2008年间罗马涅苏蒙福孔人口变化图示

罗马涅苏蒙福孔于2022年1月1日时的人口数量为175人。